# Kroučová
Kroučová (Duits: Krautsch) is een Tsjechische gemeente in de regio Midden-Bohemen en maakt deel uit van het district Rakovník. Het dorp ligt op ongeveer 12 km afstand van de stad Rakovník en 10 km afstand van Nové Strašecí.
Kroučová telt 281 inwoners.

## Geografie
Kroučová ligt nabij het Natuurpark Džbán, direct aan verschillende waterlopen die in de omgeving ontspringen. Ten zuidwesten van Kroučová ontspringt de Loděnice, een (zijrivier van de Berounka, samen met de Kačák, eveneens een zijrivier van de Berounka. Ten oosten van het dorp ontspringt de Bakovskýbeek, die uitmondt in de benedenloop van de Moldau. In het noorden ontspringt de Smolnickýbeek, die uitmondt in de Eger. Aan de noordkant van het dorp is een groot bosgebied, wat zich uitstrekt tot Žerotín. Aan de zuidkant van het dorp is een overwegend agrarisch landschap.

## Geschiedenis

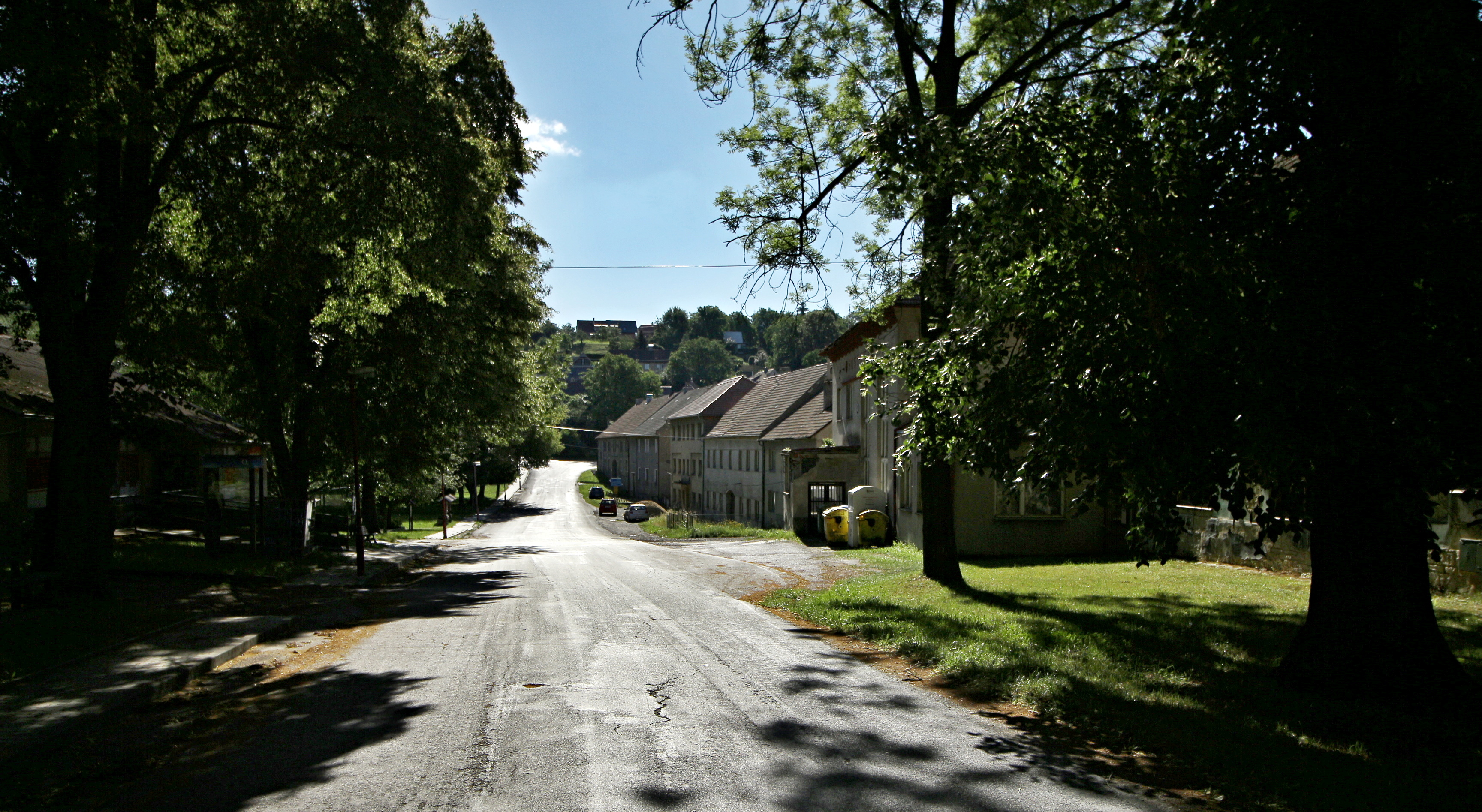
Straat in Kroučová

De eerste schriftelijke vermelding van het dorp dateert van 1361.
Sinds de negentiende eeuw wordt er zwarte steenkool gewonnen uit de Kounovmijn in de buurt van Kroučová (bij Kounov). De eerste grote mijn was de Schwarzenbergmijn uit 1894 van Adolf Josef I, die meer dan vijftig meter diep was. Het water uit de mijn werd afgevoerd door een 1,3 kilometer lange mijngang en mondde uit in het dal van de Klášterskýbeek. Het gat gebruikte de drainagetunnels van de oudere, kleinere Jan Adolfmijn. De Adolf Josef I-mijn was tot 1923 in gebruik. Tegenwoordig wordt het mijngebied gebruikt door het Brandweerkorps van de Tsjechische Republiek.
Sinds 2003 is Kroučová een zelfstandige gemeente binnen het Rakovníkdistrict.

## Verkeer en vervoer

### Autowegen
Er leiden verschillende regionale wegen naar het dorp. Op 3 km afstand van het dorp ligt weg I/6. Die weg verbindt Kroučová met Řevničov, Praag en Karlsbad. Ook weg I/16 Řevničov - Slaný - Mělník ligt in de buurt van Kroučová.

### Spoorlijnen
Er is geen station in (de buurt van) het dorp.

### Buslijnen
Door het dorp rijden buslijnen naar de volgende bestemmingen: Kladno, Louny, Nové Strašecí, Rakovník, Tuchlovice en Vinařice.

## Bezienswaardigheden
- Sint-Margarethakerk;

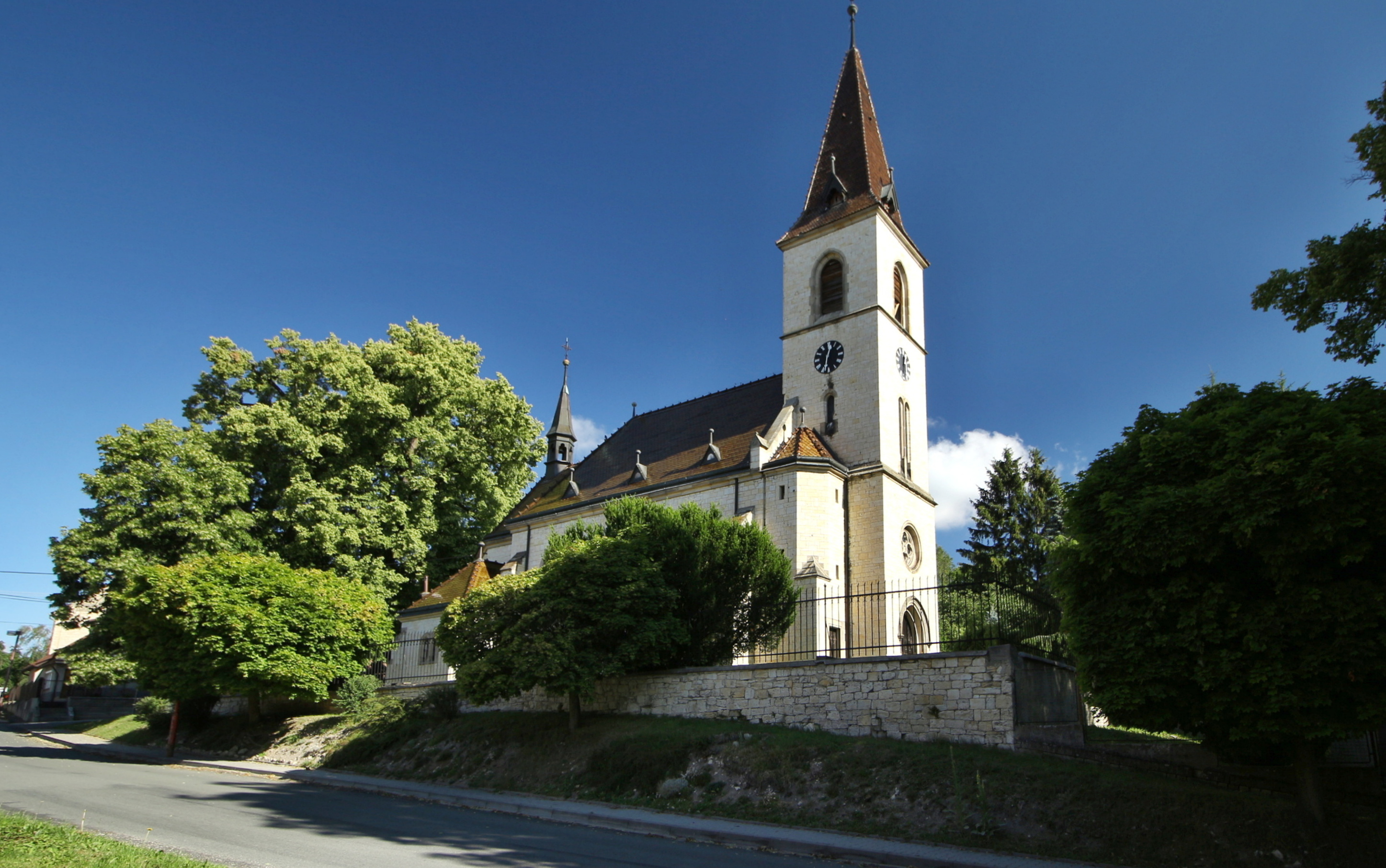
Sint-Margarethakerk

- Het Kolenpad, een natuurpad door het dorp en de bossige omgeving.